# Україна проти Януковича
Украї́на про́ти Януко́вича — всеукраїнська акція, що розпочалась 6 липня 2012 року. За словами голови Ради об’єднаної опозиції Арсенія Яценюка, наслідком акції мали стати дострокові президентські та парламентські вибори.
9 липня Арсеній Яценюк в ефірі телеканалу ТВі заявив про можливий збір підписів за позов до суду проти президента Віктора Януковича:
| До суду. В Україні. Потім щоб дійти до Європейського суду. Позов, який сформульований таким чином: зловживання владою. |
Збір підписів розпочали 17 липня. Станом на 23 липня зібрали 500 тисяч підписів по всій Україні (з них 28 тисяч — під Українським домом).